# Silicon Valley (serie televisiva)
Silicon Valley è una serie televisiva statunitense, ideata da Mike Judge, John Altschuler e Dave Krinsky e trasmessa in prima visione su HBO Max dal 6 aprile 2014 all'8 dicembre 2019.

## Trama
La serie racconta la vita di alcuni programmatori che lavorano in un incubatore gestito da Erlich Bachman, il quale fornisce loro i mezzi e un luogo di lavoro in cambio del 10% dei loro progetti. In particolare tra i programmatori vi è Richard, il quale lavora a Pied Piper, una nuova piattaforma musicale costruita con l'intento di aiutare i musicisti a capire se le loro nuove canzoni possano essere produzioni creative o plagi di altre canzoni già uscite.
La piattaforma tuttavia si rivela essere molto poco utile ed esteticamente non apprezzabile e per questo motivo viene completamente snobbata, fino a quando si scopre che dietro l'inutilità e la bruttezza di Pied Piper si cela un compressore dati senza perdita di qualità molto più efficiente di quanto si sia mai realizzato prima e che si può applicare a qualsiasi tipo di file. Richard si troverà ad affrontare il dilemma se accettare 10 milioni di dollari per cedere ad altri il proprio lavoro oppure proseguire la sua strada fondando una società con capitale iniziale fornito da altri.

## Episodi
| Stagione         | Episodi | Prima TV USA | Prima TV Italia |
| ---------------- | ------- | ------------ | --------------- |
| Prima stagione   | 8       | 2014         | 2014            |
| Seconda stagione | 10      | 2015         | 2015            |
| Terza stagione   | 10      | 2016         | 2016            |
| Quarta stagione  | 10      | 2017         | 2017            |
| Quinta stagione  | 8       | 2018         | 2018            |
| Sesta stagione   | 7       | 2019         | 2019            |

## Personaggi e interpreti

### Personaggi principali
- Richard Hendricks (stagioni 1-6), interpretato da Thomas Middleditch, doppiato da Nanni Baldini.
È un ingegnere informatico molto talentuoso che, dopo aver accettato i finanziamenti di Peter Gregory, fonda una sua compagnia, Pied Piper, diventandone l'amministratore delegato, dopo aver creato un algoritmo di compressione dati dalle potenzialità illimitate. Richard è un ragazzo gentile e onesto, ma anche insicuro. Non reagisce molto bene alle tensioni, infatti quando è stressato o agitato, finisce sempre col vomitare, talvolta parla anche balbettando. Solitamente manifesta un carattere mite, ma a volte è incline a lasciarsi trasportare da alcuni attacchi di rabbia, inoltre manifesta in certe occasioni anche un carattere vendicativo e meschino. L'informatica è praticamente l'unica cosa in cui riesce a cavarsela, per il resto è praticamente negato per qualunque altra cosa, anche le azioni più semplici per lui sono complicate. Nonostante il suo indiscutibile talento come programmatore, non è molto bravo nell'affrontare i temi burocratici e commerciali del lavoro, sebbene col progredire della serie diventerà sempre più competente nel destreggiarsi nel mondo degli affari, diventando anche spietato e cinico all'occorrenza. Richard alla fine si avvicinerà a raggiungere il successo che tanto desiderava guadagnarsi quando userà il suo algoritmo di compressione dati per creare PiperNet, un sistema Internet decentralizzato, ma quando scoprirà che la sua stessa creazione, funzionando anche fin troppo bene, è programmata per violare ogni sistema, decide di rinunciare al successo, sabotando il suo stesso lavoro, in quanto PiperNet avrebbe fatto sprofondare il mondo nel caos eliminando ogni forma di privacy online. Con il fallimento di Pied Piper, Richard si ritira definitivamente dal mondo dell'informatica e anche dal mondo degli affari, accettano un lavoro come docente a Stanford.
- Erlich Bachman (stagioni 1-4), interpretato da T.J. Miller, doppiato da Massimo Bitossi.
È a capo dell'incubatore in cui lavorano Richard e gli altri, vive di rendita dopo aver venduto i diritti di un suo precedente progetto. È un membro del consiglio direttivo di Pied Piper. Passa la maggior parte del suo tempo a oziare, o fare uso di allucinogeni, cerca sempre di spingere Richard a tirar fuori il suo lato più aggressivo. Appare come un uomo rozzo dai comportamenti volgari, ma conosce bene il mondo degli affari. Sentendo ormai di non poter dare molto a Pied Piper si farà assumere alla Bream-Hall finché non darà le dimissioni per mettersi in affari con Keenan Feldspar che però lo pianterà in asso per la Hooli. Dopo questa brutta delusione lascerà la Silicon Valley per andare in Tibet, nell'ultima puntata viene rivelato che tuttora non si hanno più notizie di lui, Richard era andato anche a cercarlo ma ormai Erlich non vive più nel Tibet.
- Nelson "Big Head" Bighetti (stagioni 1-6), interpretato da Josh Brener, doppiato da Paolo Vivio.
È un programmatore e amico di Richard, ma diversamente dagli altri programmatori dell'incubatore Bighetti non ha molto talento, infatti gli altri non si fanno problemi nel dire che è completamente inane. È del tutto incapace di rendersi utile, viene assunto dalla Hooli, ma il suo contributo è praticamente inesistente. Non è molto sveglio infatti a causa della sua ingenuità è facile manipolarlo. Ciò nonostante, sempre per merito della sua insolita fortuna, è sempre in grado di cavarsela in ogni situazione, arrivando a raggiungere il successo senza alcuno sforzo. Verrà assunto come docente a Stanford, per poi diventarne il rettore. Viene spesso chiamato capoccione (Big Head in originale) per assonanza con la pronuncia del suo cognome Italiano.
- Bertram Gilfoyle (stagioni 1-6), interpretato da Martin Starr, doppiato da Emiliano Coltorti.
È uno dei programmatori dell'incubatore, è canadese. Si farà assumere nell'impresa di Richard. Gilfoyle è un ragazzo sicuro di sé, deciso e serio, ma anche arrogante e presuntuoso, contraddistinto da una costante freddezza e infatti non è solito manifestare sentimenti positivi, e dice sempre tutto quello che pensa. Guarda sempre tutti dall'alto in basso in maniera distaccata, sentendosi al di sopra delle istituzioni, comunque anche se cerca di non darlo a vedere è leale nei confronti dei suoi amici. Ha una fidanzata di nome Tara e come lei è un satanista. Sarà lui a creare l'intelligenza artificiale a cui darà il nome di "Figlio di Anton", con la quale migliorare le funzionalità di PiperNet, ma lui per primo ne capirà la pericolosità proponendo di distruggere il loro stesso lavoro, cosa che comporterà il fallimento di Pied Piper. Lui e Dinesh si metteranno in affari insieme creando una società di cyber security.
- Dinesh Chugtai (stagioni 1-6), interpretato da Kumail Nanjiani, doppiato da Daniele Raffaeli.
È uno dei programmatori dell'incubatore, è originario del Pakistan, pure lui si farà assumere a Pied Piper. Lui e Gilfoyle passano quasi tutto il loro tempo a litigare, infatti quest'ultimo non manca mai di sottolineare i comportamenti, spesso ridicoli, del collega, sebbene comunque sia praticamente il suo migliore amico. È per natura materialista, perfido, meschino e superficiale, ama darsi delle arie ma in definitiva il suo lavoro è sempre inconcludente. Nell'ultimo episodio lui e Gilfoyle si metteranno in proprio creando una società di cyber security.
- Peter Gregory (stagione 1), interpretato da Christopher Evan Welch, doppiato da Roberto Pedicini.
È un miliardario, capo di una grande azienda informatica, la Raviga. È un uomo stravagante, di poche parole, sembra infatti che niente susciti il suo interesse, tranne infastidire Gavin Belson, infatti ha finanziato il Pied Piper di Richard solo per soffiare l'affare a Gavin. Nel primo episodio della seconda stagione viene rivelato che Peter è morto in un safari a causa dell'attacco di un ippopotamo che ha costretto Peter a scappare e mentre correva è morto a causa dell'eccessivo sforzo.
- Monica Hall (stagioni 1-6), interpretata da Amanda Crew, doppiata da Domitilla D'Amico.
È la giovane assistente di Peter, è una ragazza gentile e affettuosa. Sembra saper gestire bene il carattere di Peter. In seguito alla sua morte diventa l'assistente della nuova amministratrice delegata della Raviga, Laurie Bream. Richard la nomina membro del consiglio direttivo di Pied Piper. Ama fumare ma non può farlo liberamente in quanto la cosa non è vista di buon occhio da Laurie. Lei e Monica lasceranno la Raviga mettendo in piedi una loro compagnia: la Bream-Hall. Si dimetterà per lavorare alle dipendenze di Pied Piper trattando l'aspetto commerciale dell'azienda. Ha una grande fiducia in Richard e nelle sue capacità, spesso con la sua saggezza svolge il ruolo di voce della ragione, inoltre più volte è stato inteso che i due provino una certa attrazione reciproca sebbene di fatto, in tutta la serie, tra i due non ci sia mai stato nulla oltre all'amicizia. In seguito al fallimento di Pied Piper, inizierà a lavorare alla Sicurezza Nazionale.
- Donald "Jared" Dunn (stagioni 1-6), interpretato da Zach Woods, doppiato da Stefano Crescentini.
È un esperto di pianificazione aziendale, inizialmente lavorava per Gavin Belson, ma alla fine decide di lavorare al Pied Piper, aiutando Richard in quanto prova una sincera stima per lui e per la sua intraprendenza, la quale sfocia spesso in una vera e propria ossessione per lui, infatti lo mette sempre su un piedistallo. Lui e Richard diventano buoni amici, inoltre è una grande risorsa per la società, in quanto è molto bravo nella pianificazione aziendale, dove invece Richard e i suoi amici programmatori non sono molto ferrati. Avendo un carattere molto servile, le persone tendono sempre a maltrattarlo, tra l'altro anche davanti all'evidente colpevolezza degli altri, lui rimprovera sempre e solo se stesso. Quando dorme parla nel sonno, in tedesco, anche se curiosamente, lo stesso Jared, afferma di non conoscere tale lingua. Di indole calma e gentile, quando qualcuno minaccia Richard o chiunque Jared decida di tutelare, manifesta una personalità rabbiosa e violenta. La sua vita è stata condizionata da un passato molto burrascoso, è il terzo di quattro figli ma i suoi genitori lo diedero in adozione solo per agevolare i loro viaggi in aereo. Dopo il fallimento di Pied Piper, inizierà a lavorare in una casa di riposo, inoltre lui e Richard sono ancora in ottimi rapporti di amicizia.
- Gavin Belson (stagione 1 ricorrente, stagioni 2-6), interpretato da Matt Ross, doppiato da Luca Biagini.
È a capo di una grande azienda informatica, la Hooli, un tempo lui e Peter Gregory erano amici e colleghi, ma ora si odiano. Pratica lo yoga, e sostiene la filosofia zen, ma ha dei problemi nel gestire la rabbia. È una persona falsa e ipocrita, pronto a ogni bassezza pur ottenere ciò che desidera. Benché sia un astuto uomo d'affari, tale qualità si rivela sempre vana a causa dei suoi comportamenti meschini, vendicativi e puerili, che lo spingono sempre a prendere la scelta sbagliata. È talmente infantile che non accetta critiche da nessuno, anche davanti all'innegabile realtà dei fatti. Ha sempre desiderato mettere le mani sull'algoritmo di compressione dati creato da Richard, essendo una tecnologia estremamente innovativa, cercherà diverse volte di ostacolare il giovane programmatore nella sua scalata al successo, tanto che la motivazione diventerà di natura personale, infatti pur non provando un vero odio per Richard, ostacolarlo diventerà per Gavin una sorta di ossessione, venendo però sempre sconfitto. Richard riuscirà ad acquisire la Hooli licenziandolo. Ormai estromesso dal mondo degli affari, deciderà di diventare un romanziere, ottenendo un grande successo, sebbene le sue opere sono solo il frutto della sua collaborazione con uno scrittore che lavora per lui. Inoltre otterrà popolarità creando il Tethics, una sorta di codice etico morale per coloro che lavorano nel mondo dell'informatica e della tecnologia (sebbene si tratti solo di idee riciclate a cui nemmeno lui crede, in linea con la sua ipocrisia) che verrà insegnata nelle università.
- Laurie Bream (stagioni 2-6), interpretata da Suzanne Cryer, doppiata da Alessandra Korompay.
In seguito alla morte di Peter, Laurie prende il suo posto come CEO della Raviga. È la tipica dirigente fredda che pensa solo al profitto, sembra incapace di provare emozioni, ma nonostante ogni sua decisione sembri motivata da una fredda razionalità, è stato inteso più volte che le piace essere prepotente imponendosi sugli altri. Non avendo grande fiducia in Richard, gli toglie il posto di amministratore delegato di Pied Piper, salvo poi ridarglielo. Quando resterà incinta perderà credibilità tra i dirigenti della Raviga, quindi lascerà la compagnia mettendosi in società con Monica e le due fonderanno la Bream-Hall, per poi essere unica amministratrice quando Monica si dimetterà non condividendo la sua visione nella gestione degli affari. Laurie deciderà di ostacolare Richard e i suoi amici così da avere il primato sulla tecnologia migliore, tuttavia fallendo. Nell'ultimo episodio, per ragioni che non vengono menzionate, è finita in prigione.
- Jian-Yang (stagione 1 ricorrente, stagioni 2-6), interpretato da Jimmy O. Yang, doppiato da Alex Polidori.
È un altro giovane programmatore che vive nell'incubatrice di Erlich, non parla molto bene l'inglese. È ambizioso, ma anche pigro e meschino, sembra che per lui conti solo fare soldi, benché tutti i suoi tentativi di arricchirsi siano sempre falliti. Odia Erlich, infatti quando lui lascerà la Silicon Valley, cercherà di dichiararlo per morto solo per ottenere il suo incubatore e le quote di Pied Piper. Cercherà di replicare i codici della Internet decentralizzata di Richard ma senza successo. Nell'ultima stagione si apprenderà che ha inscenato una falsa morte pur di appropriarsi dell'identità di Erlich, cosa facilitata dal fatto che lui è scomparso, si può forse ipotizzare che Jian-Yang lo abbia persino ucciso.
- Jack Barker (stagione 3 ricorrente, stagione 4), interpretato da Stephen Tobolowsky, doppiato da Pasquale Anselmo.
Il nuovo amministratore delegato di Pied Piper, incaricato da Laurie dopo che Richard è stato sollevato dal suo incarico dal consiglio. Tuttavia verrà in seguito licenziato da Laurie e alla fine Richard riprenderà il suo posto. In seguito inizierà una cospicua alleanza affaristica con Gavin, anche se l'uomo lo riterrà sempre un rivale. Diventa il suo capo della Hooli dopo il licenziamento di Gavin finché quest'ultimo, dopo aver riportato il consiglio amministrativo dalla sua parte in seguito ai problemi che Richard ha causato manomettendo involontariamente i cellulari della Hooli, riuscirà a riprendere il comando della società estromettendo Jack come amministratore delegato.
- Russ Hanneman (stagioni 2-3 ricorrente; stagione 4, 6; guest stagione 5), interpretato da Chris Diamantopoulos, doppiato da Roberto Certomà.
È un eccentrico miliardario che finanzia Pied Piper, anche se non fa altro che creare danni. Essere un miliardario è ciò che più ama, lui definisce la cosa con il termine di "Tre virgole". È un uomo arrogante, volgare e superficiale, le persone alla lunga lo trovano insopportabile, infatti gode di pessima fama. Laurie lo estromette dalla società dopo aver ottenuto i posti nel consiglio direttivo in suo possesso, per una cospicua somma di denaro. Tempo dopo, Richard gli chiede nuovamente aiuto per rifinanziare il programma, anche se poi deciderà di non accettare il suo aiuto.

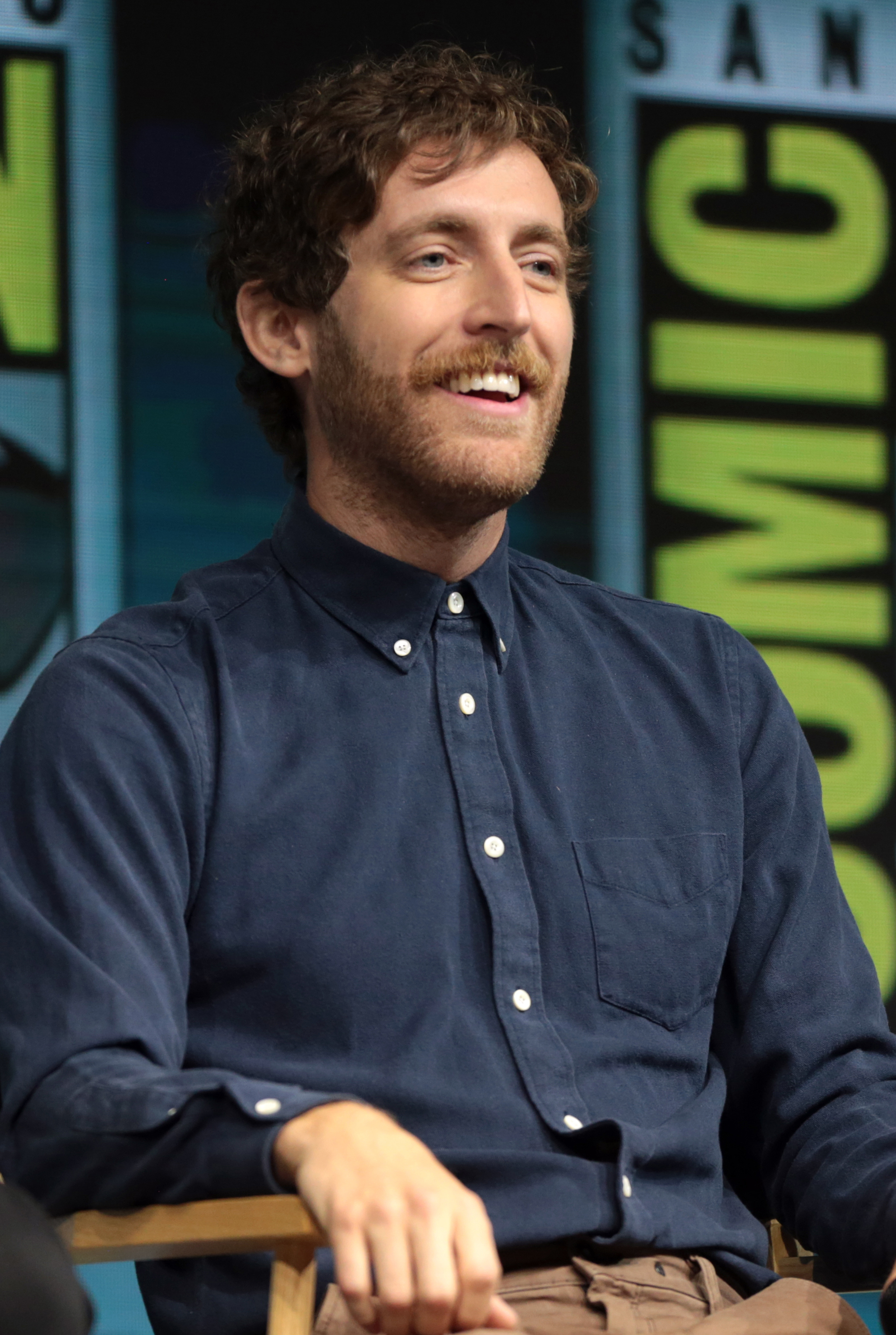
Thomas Middleditch interpreta Richard Hendricks
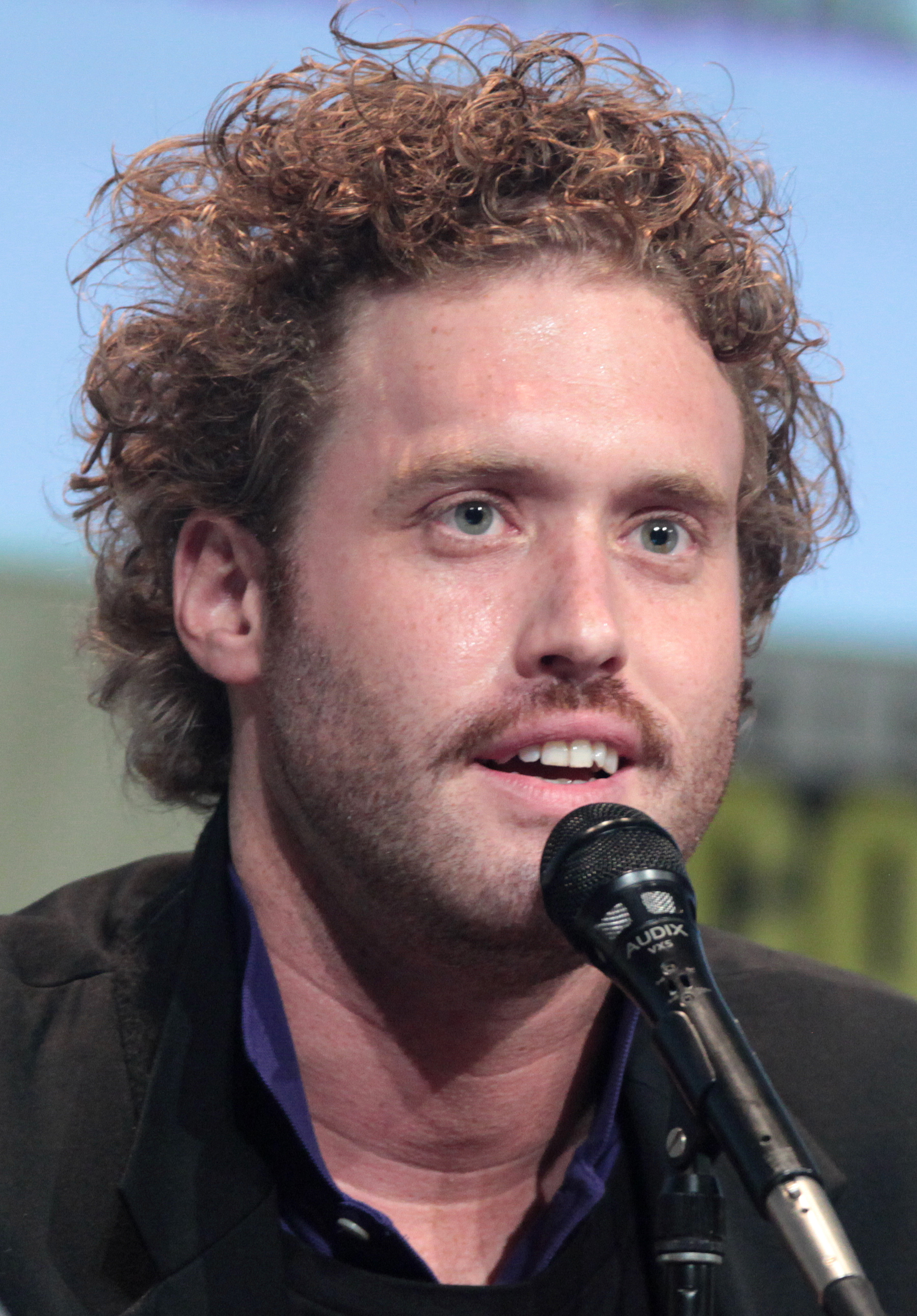
T. J. Miller interpreta Erlich Bachman
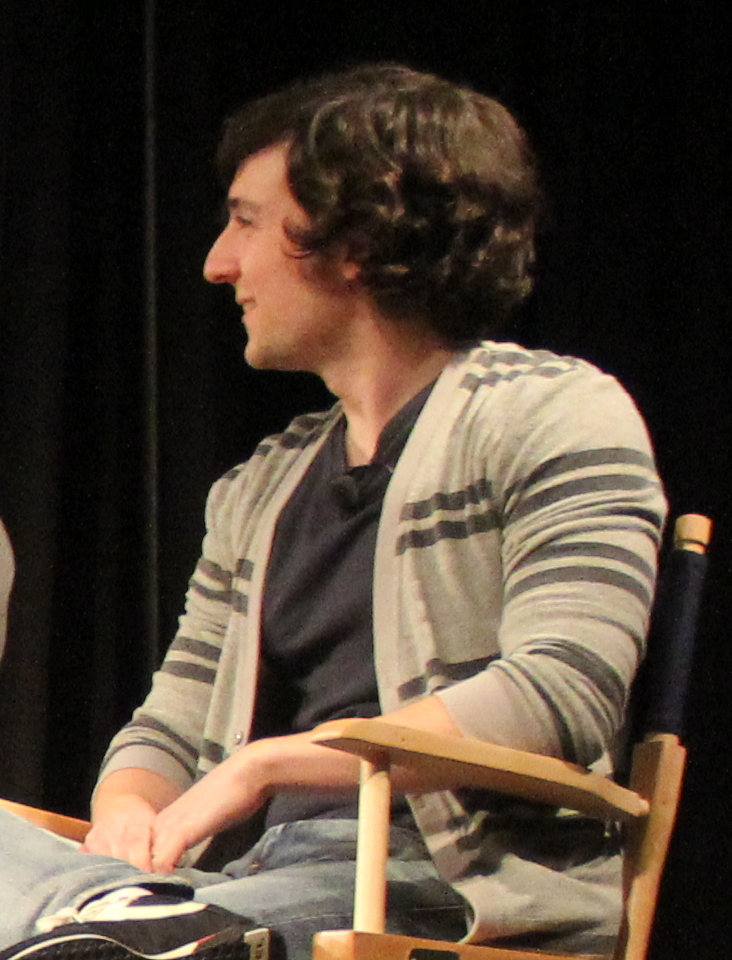
Josh Brener interpreta Nelson Bighetti
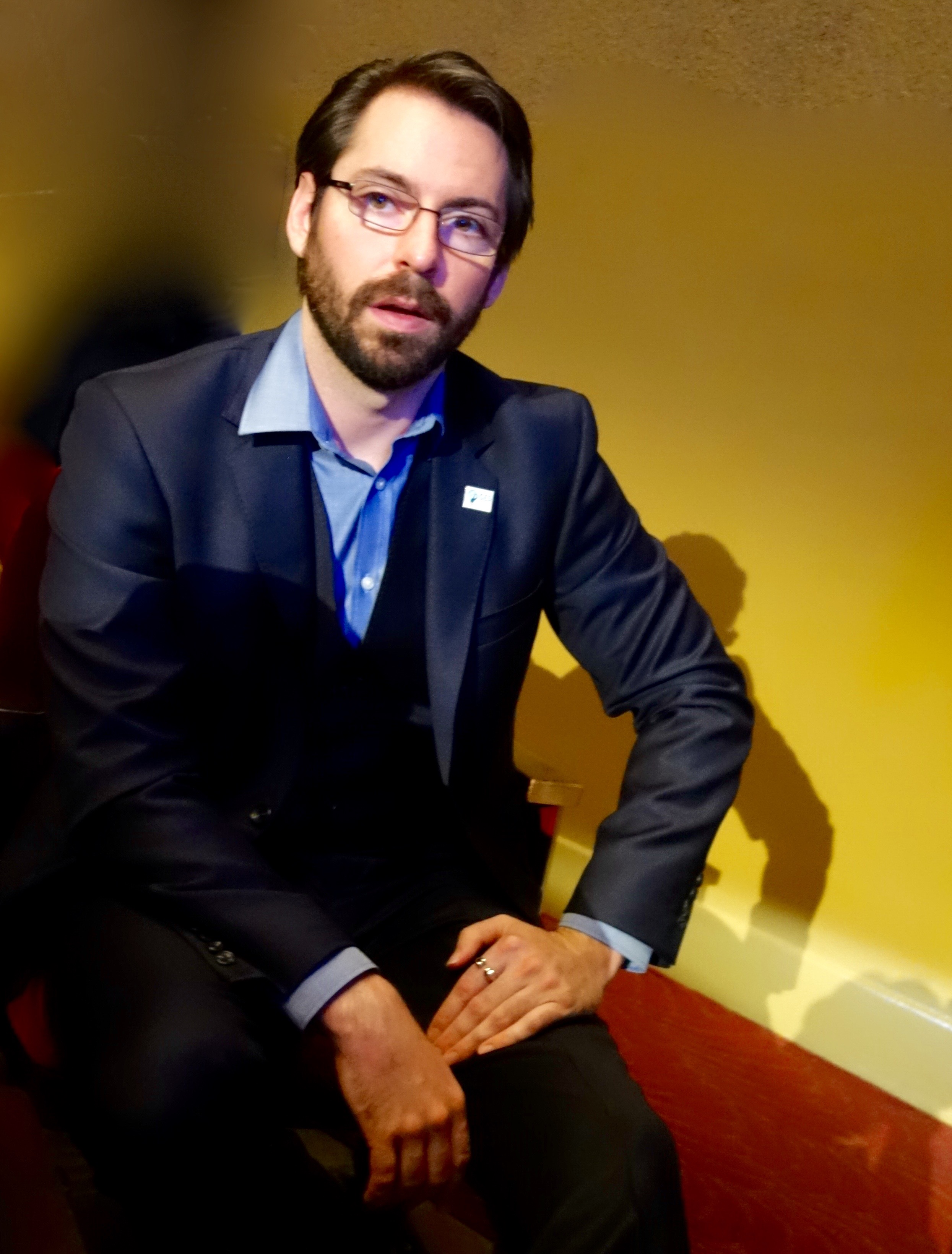
Martin Starr interpreta Bertram Gilfoyle
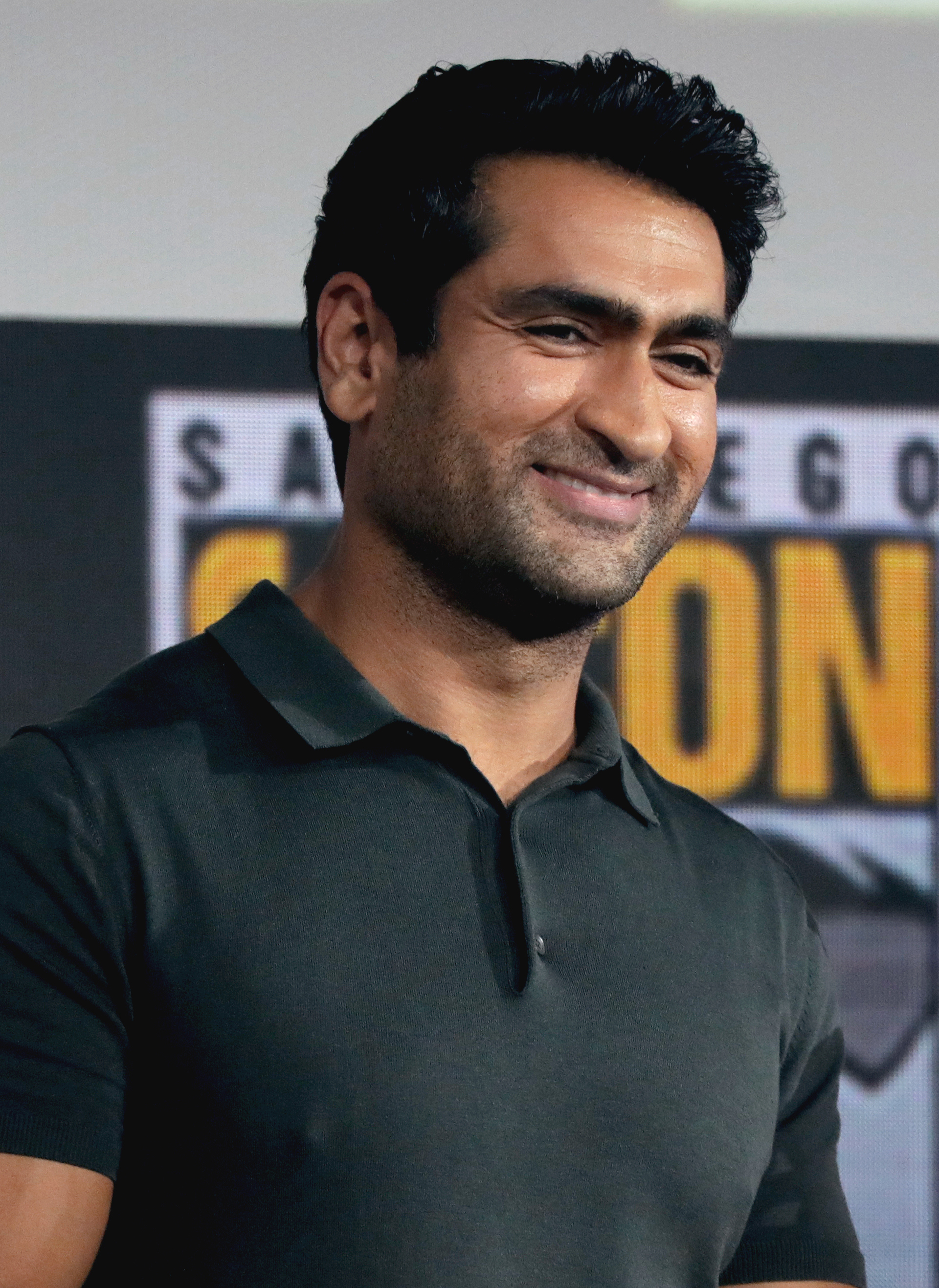
Kumail Nanjiani interpreta Dinesh Chugtai
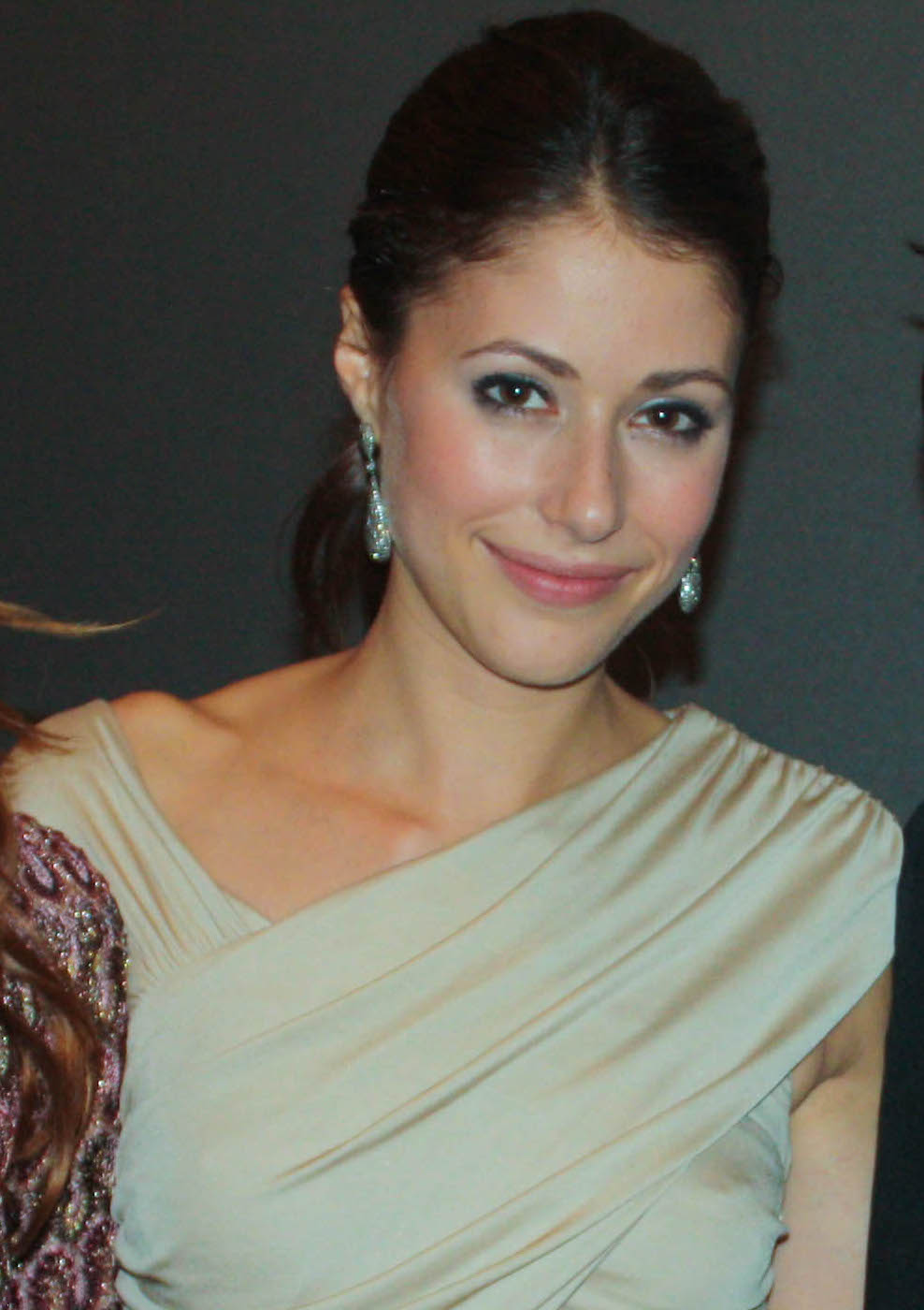
Amanda Crew interpreta Monica Hall
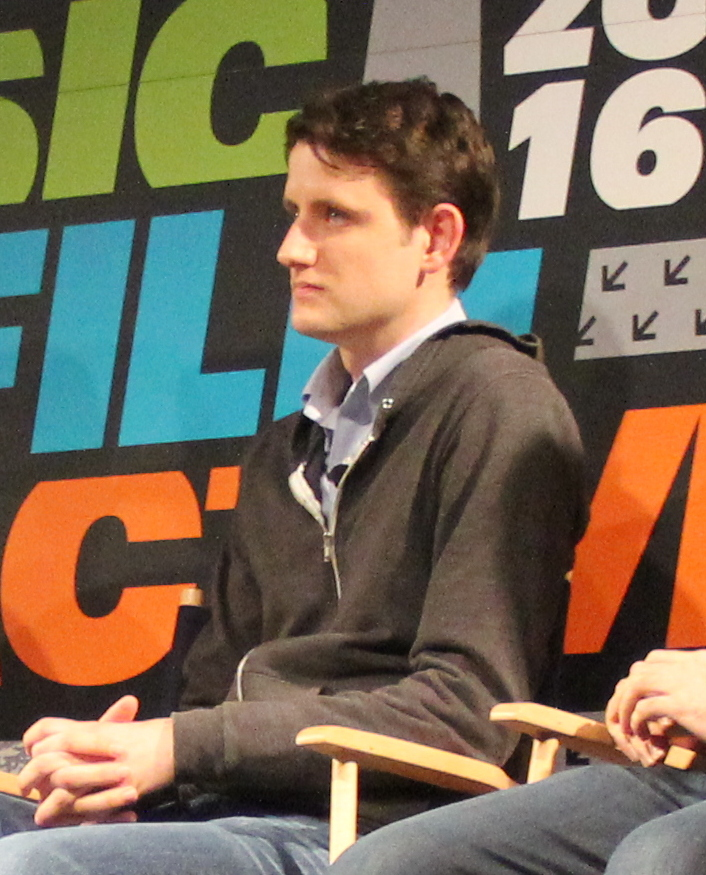
Zach Woods interpreta Donald "Jared" Dunn
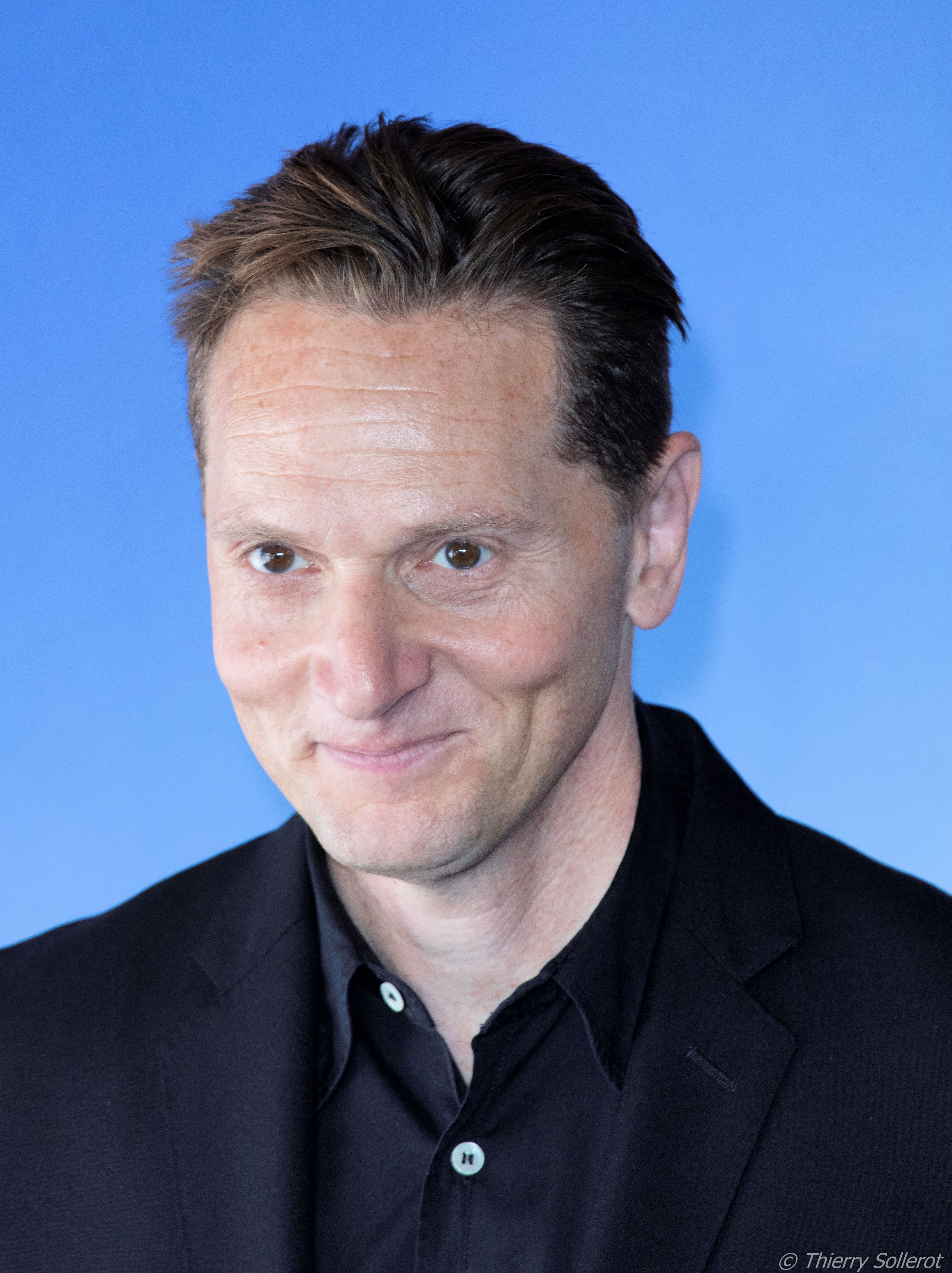
Matt Ross interpreta Gavin Belson
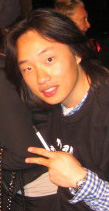
Jimmy O. Yang interpreta Jian Yang
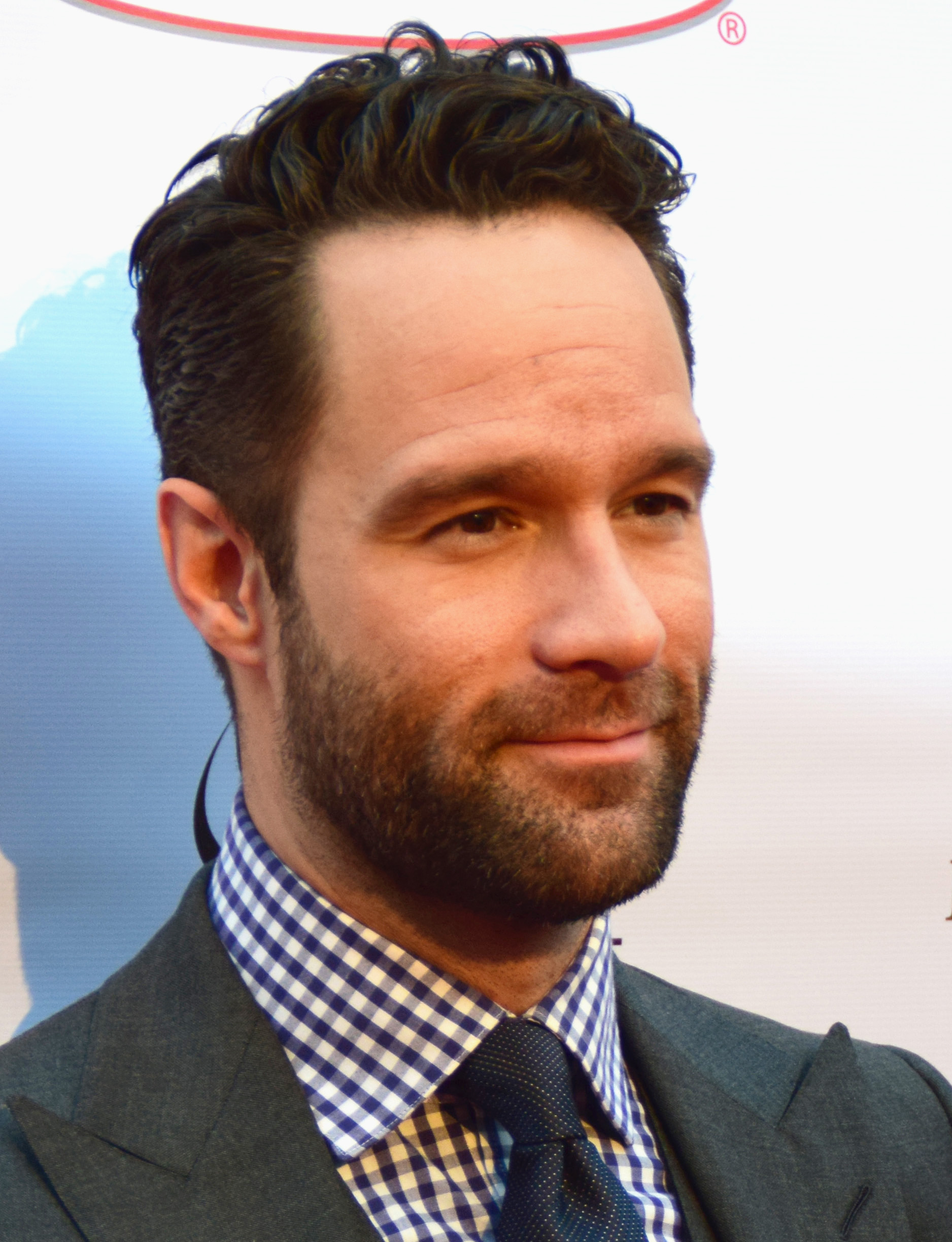
Chris Diamantopoulos interpreta Russ Hanneman
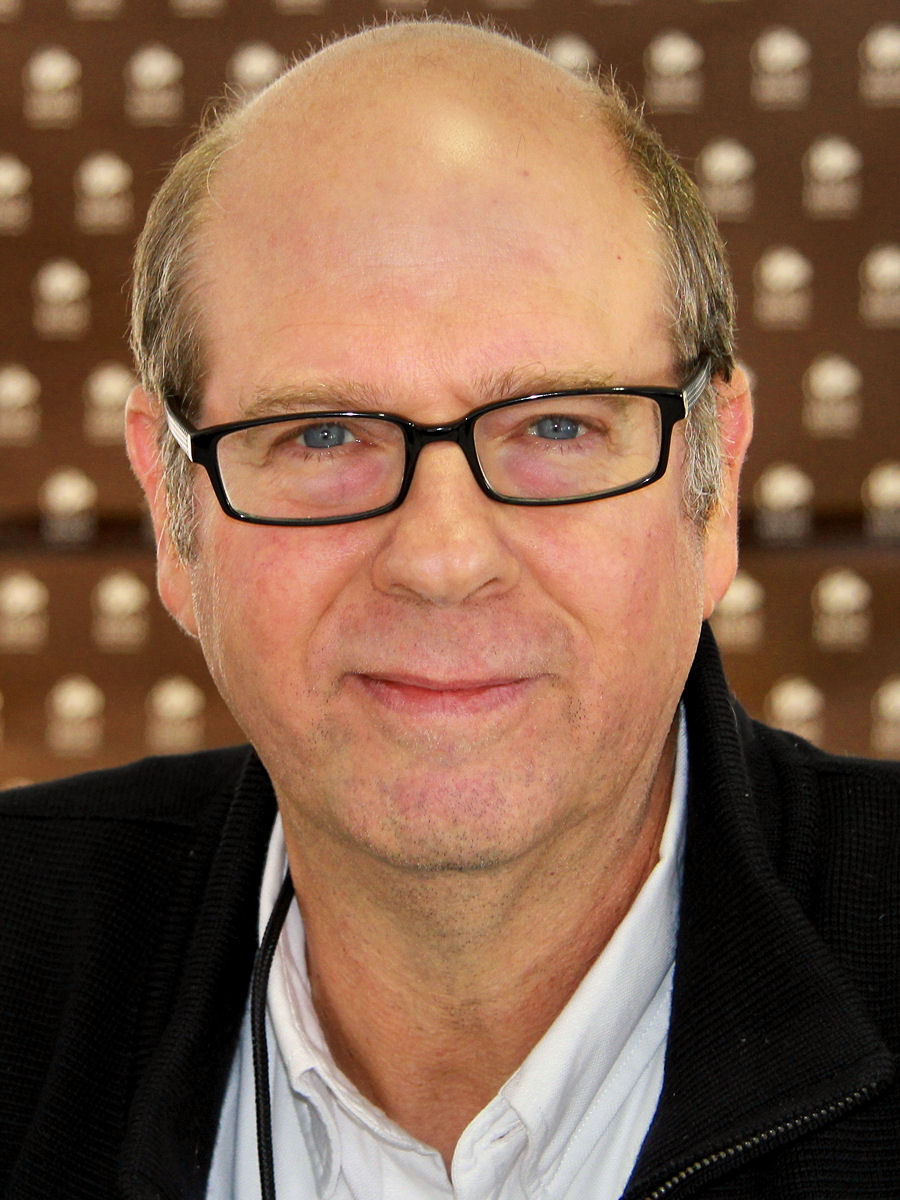
Stephen Tobolowsky interpreta Jack Barker

### Personaggi ricorrenti
- Aly Dutta (stagioni 1-3), interpretato da Aly Mawji.
Programmatore alla Hooli che ha spesso deriso Richard e Big Head. È anche uno degli ingegneri del programma Nucleus.
- Jason Winter (stagioni 1-3), interpretato da Brian Tichnel, doppiato da Andrea Mete.
È uno dei programmatori della Hooli, è un ragazzo arrogante, ma le sue capacità, come quelle dei suoi colleghi, vengono sempre messe in ombra da quelle di Richard e la sua squadra, il cui lavoro si dimostra sempre migliore.
- Patrice (stagioni 1-5), interpretata da Jill E. Alexander, doppiata da Laura Lenghi.
È la segretaria di Gavin Belson.
- Ron LaFlamme (stagioni 1-6), interpretato da Ben Feldman, doppiato da Gabriele Lopez.
È il consulente legale di Pied Piper, assunto da Peter.
- Gary Irving (stagioni 1-3), interpretato da Gabriel Tigerman, doppiato da Sergio Lucchetti.
Manager delle risorse umane della Hooli.
- Dan Melcher (stagioni 1-4), interpretato da Jake Broder, doppiato da Luigi Ferraro.
È il CTO della compagnia assicurativa FGI. Tutte le sue mogli lo tradiranno con Erlich e Richard.
- Tara (stagioni 1-3), interpretata da Milana Vayntrub, doppiata da Ilaria Latini.
È la fidanzata di Gilfoyle.
- Dempok (stagioni 1-6), interpretato da Bernard White, doppiato da Franco Mannella.
È il guru personale di Gavin.
- Molly Kendall (stagione 2), interpretata da Romy Rosemont, doppiata da Cinzia De Carolis.
È la dirigente del sito porno multinazionale Intersite, che vuole ottenere il codice di Pied Piper.
- Pete Monahan (stagioni 2-4), interpretato da Matt McCoy, doppiato da Massimo Rossi.
Uno sfortunato avvocato che tempo prima perse la licenza, ha avuto problemi con la droga. Rappresenta Richard, Erlich e Pied Piper dall'appropriazione indebita da parte degli avvocati della Hooli, riuscendo a vincerla.
- Carla Walton (stagioni 2-3), interpretata da Alice Wetterlund, doppiata da Perla Liberatori.
Una programmatrice amica di Dinesh e Gilfoyle che lavora nel team di Pied Piper.
- Henry (stagioni 2-3-4-5), interpretato da Ping Wu, doppiato da Manfredi Aliquò.
Membro del Consiglio Direttivo della Hooli.
- C.J. Cantwell (stagione 3), interpretata da Annie Sertich, doppiata da Irene Di Valmo.
È una giornalista che gestisce un suo privato blog.
- Keith (stagione 3), interpretato da Shannon McClung, doppiato da Sacha Pilara.
Membro del reparto commerciale di Pied Piper nel periodo in cui era Jack al comando. Verrà licenziato da Richard.
- Keenan Feldspar (stagione 4), interpretato da Haley Joel Osment, doppiato da Edoardo Stoppacciaro.
Ingegnere di successo specializzato nelle tecnologie per la realtà virtuale. In apparenza dà l'impressione di essere un uomo gentile e carismatico ma in realtà è un doppiogiochista.
- Jeff (stagione 5), interpretato da Armen Weitzman, doppiato da Davide Perino.
Dipendente di Pied Piper che però lavora come talpa per la Hooli, venendo comunque scoperto da Richard e i suoi amici.
- Colin (stagioni 5-6), interpretato da Neil Casey, doppiato da Simone Crisari.
CEO della ditta di videogiochi K-Hole.
- Yao (stagione 5), interpretato da Tzi Ma, doppiato da Oliviero Dinelli.
Direttore dello stabilimento in Cina della Hooli, che però tradirà Gavin entrando in affari con Laurie.
- Maximo Reyes (stagione 6), interpretato da Arturo Castro, doppiato da Fabrizio Manfredi.
Uomo d'affari originario del Cile, suo nonno guadagnò la sua fortuna nel commercio degli schiavi.
- Tracy (stagione 6), interpretata da Helen Hong, doppiata da Emanuela D'Amico.
Addetta alle risorse umane di Pied Piper.

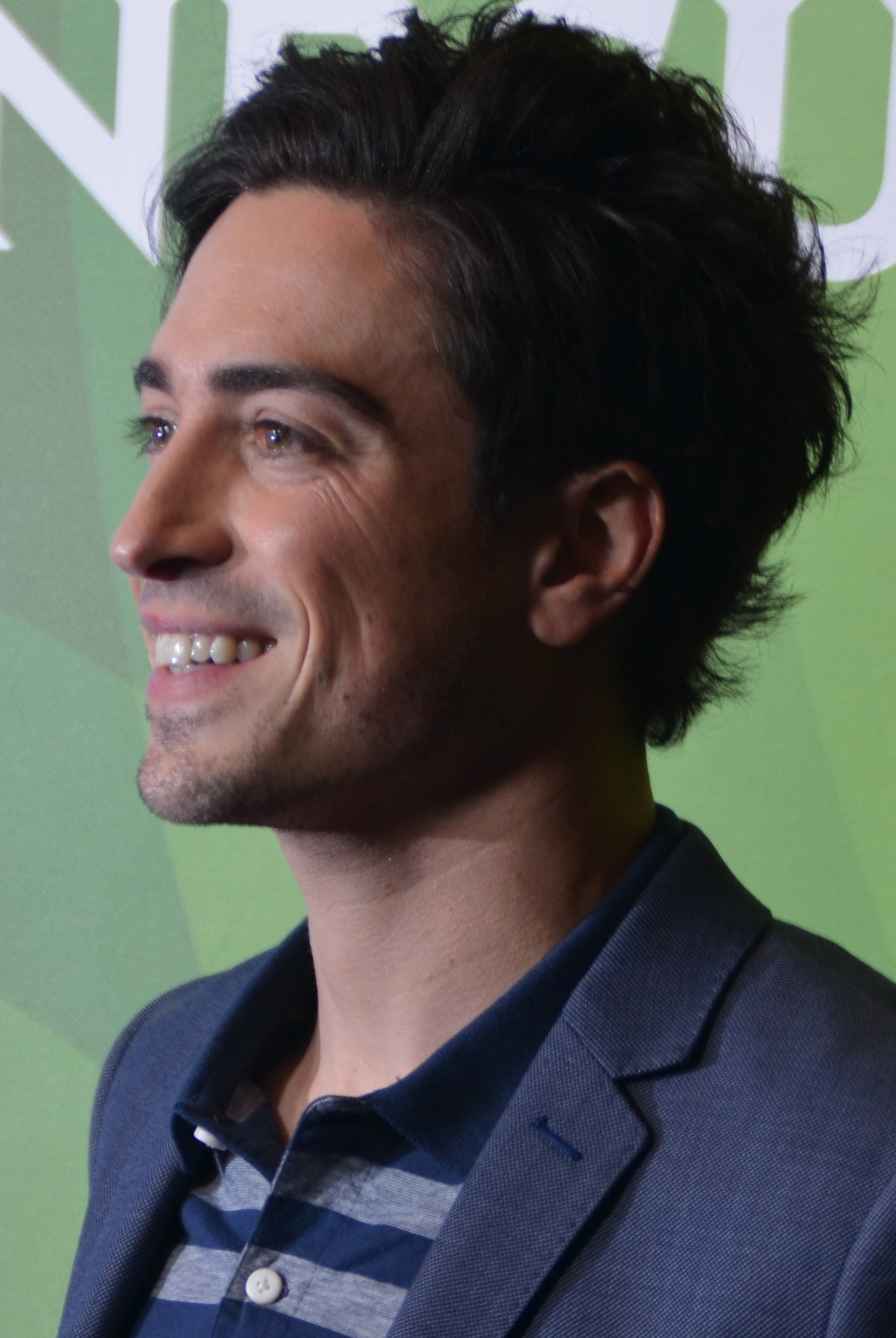
Ben Feldman interpreta Ron LaFlamme
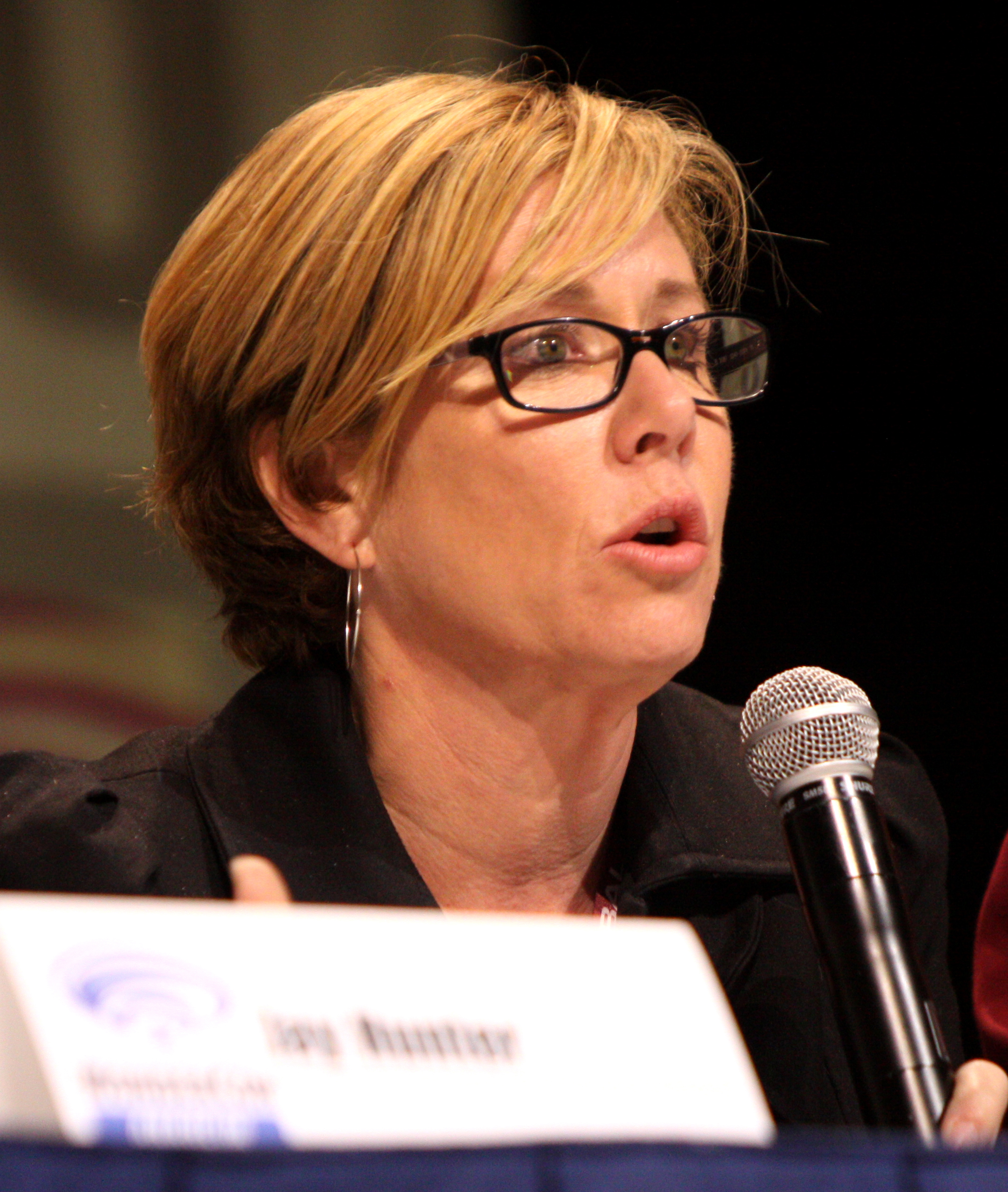
Romy Rosemont interpreta Molly Kendall
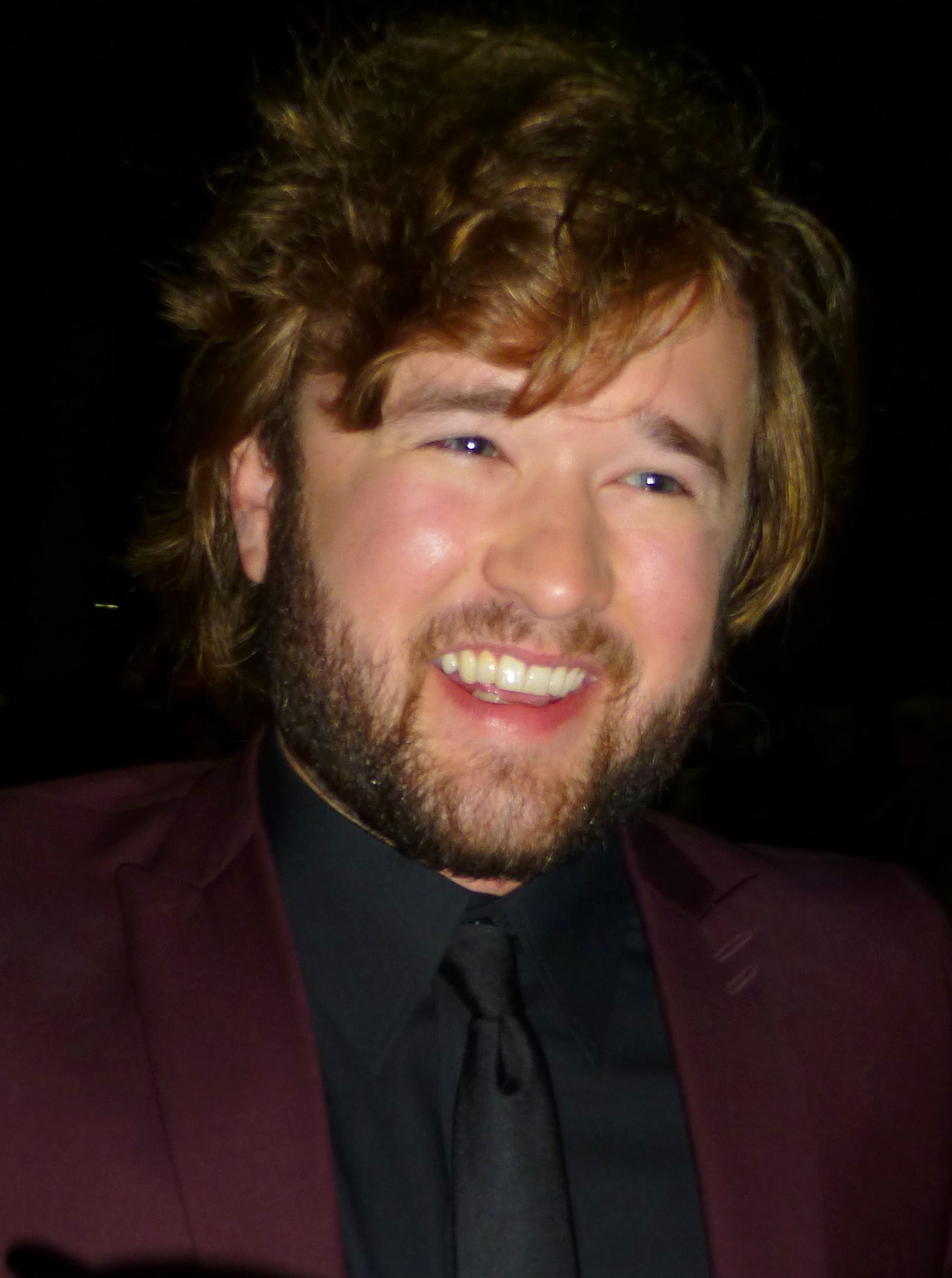
Haley Joel Osment interpreta Keenan Feldspar

## Produzione

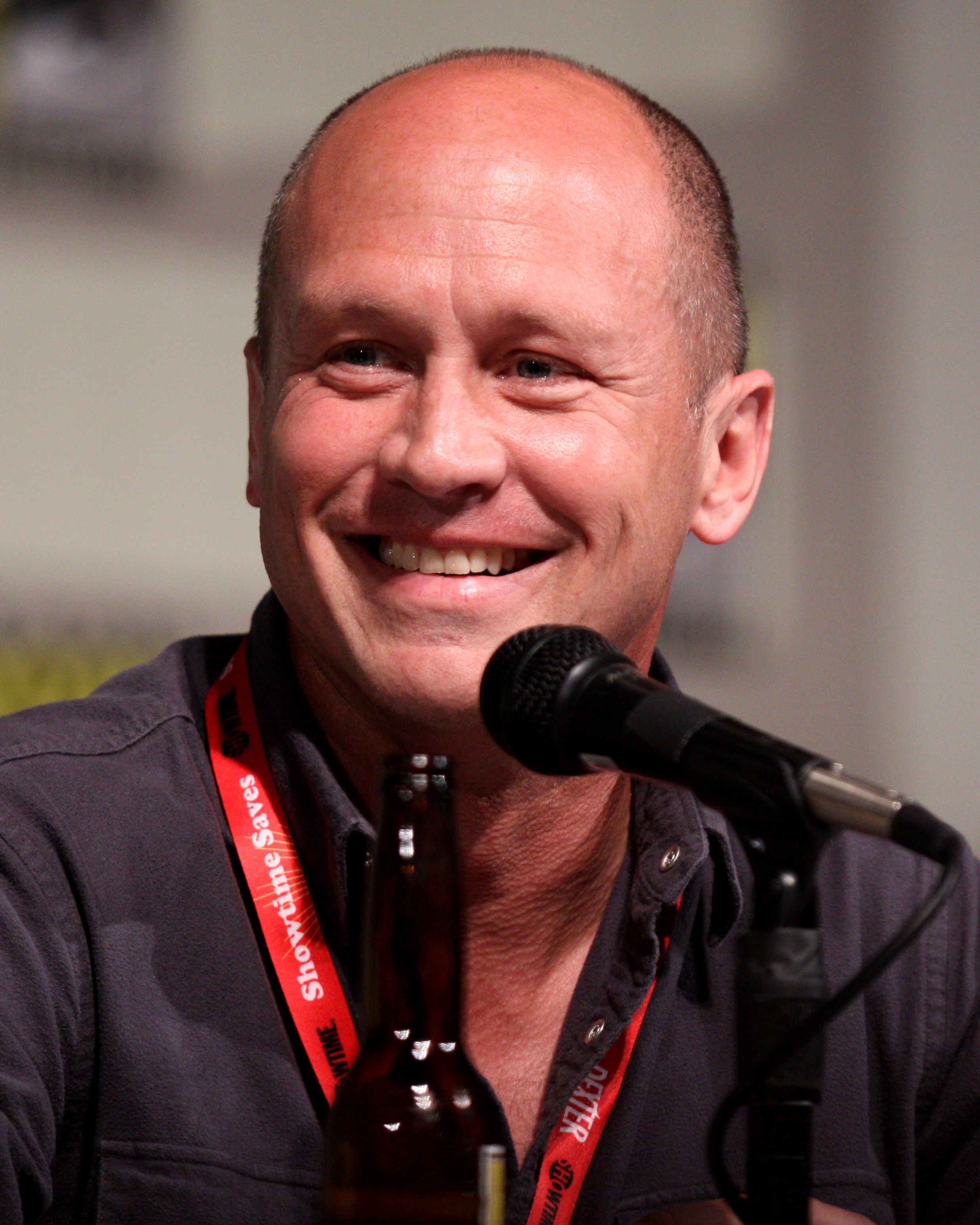
Mike Judge è il co-creatore e produttore esecutivo della serie.

Mike Judge ha lavorato in una startup della Silicon Valley all'inizio della sua carriera. Nel 1987 è stato programmatore presso Parallax, un'azienda con circa 40 dipendenti. A Jugde non piacevano la cultura aziendale e i suoi colleghi, perciò si è licenziato dopo meno di tre mesi, ma l'esperienza gli ha fornito l'ispirazione per creare in seguito una serie tv sulle persone e le aziende della regione.
Le riprese dell''episodio pilota di Silicon Valley sono iniziate il 12 marzo 2013, a Palo Alto, in California. HBO ha ordinato ufficialmente la serie il 16 maggio 2013.
Lo show si riferisce a una metrica di confronto dei tassi di compressione software chiamata "punteggio Weissman", che non esisteva prima della messa in onda. È stato creato dal Professor Stanley Tsachy Weissman e dalla dottoressa Vinith Misra su richiesta dei produttori dello spettacolo.
Il 21 aprile 2014, HBO, ha rinnovato la serie per una seconda stagione e l'8 gennaio 2015 ha annunciato che la première della seconda stagione sarà il 12 aprile 2015. Il 13 aprile 2015, ottiene il rinnovo per una terza stagione, in onda dal 24 aprile al 26 giugno 2016. Il 21 aprile 2016, invece, viene rinnovata per una quarta stagione, trasmessa dal 23 aprile al 25 giugno 2017.
Nel maggio del 2017 la serie viene rinnovata per una quinta stagione, che verrà trasmessa a partire dal 25 marzo 2018.
A maggio 2017 è stato annunciato che T.J. Miller sarebbe uscito dalla serie dopo la quinta stagione.
Il 12 aprile 2018, la serie viene rinnovata anche per una sesta e ultima stagione.

## Accoglienza
| Stagione | Accoglienza          | Accoglienza                              | Accoglienza        | Accoglienza                         |
| Stagione | Rotten Tomatoes      | Rotten Tomatoes - Punteggio del pubblico | Metacritic         | Metacritic - Punteggio del pubblico |
| -------- | -------------------- | ---------------------------------------- | ------------------ | ----------------------------------- |
| 1        | 94% (53 recensioni)  | 94% (1,126 recensioni)                   | 84 (36 recensioni) | 8.5 (463 recensioni)                |
| 2        | 100% (19 recensioni) | 95% (577 recensioni)                     | 86 (9 recensioni)  | 8.6 (242 recensioni)                |
| 3        | 100% (17 recensioni) | 93% (474 recensioni)                     | 90 (15 recensioni) | 8.9 (218 recensioni)                |
| 4        | 97% (30 recensioni)  | 91% (289 recensioni)                     | 85 (10 recensioni) | 8.4 (96 recensioni)                 |
| 5        | 100% (7 recensioni)  | 86% (44 recensioni)                      | 73 (5 recensioni)  | 6.5 (18 recensioni)                 |
| 6        | 94% (18 recensioni)  | 90% (131 recensioni)                     | 78 (4 recensioni)  | 6.2 (17 recensioni)                 |

### Prima stagione
La prima stagione è stata acclamata dalla critica. Sull'aggregatore di recensioni Rotten Tomatoes ha un indice di gradimento del 94% con un voto medio di 7,94 su 10, basato su 53 recensioni. Su Metacritic, invece, ha un punteggio di 84 su 100, basato su 36 recensioni.

### Seconda stagione
Anche la seconda stagione è stata acclamata dalla critica. Su Rotten Tomatoes ha un indice di gradimento del 100% con un voto medio di 8,3 su 10, basato su 19 recensioni, mentre su Metacritic ha un voto di 86 su 100, basato su 9 recensioni.

### Terza stagione
La terza stagione è stata acclamata dalla critica. Su Rotten Tomatoes ha un indice di gradimento del 100% con un voto medio di 8,5 su 10, basato su 17 recensioni, mentre su Metacritic ha un voto di 90 su 100, basato su 15 recensioni.

### Quarta stagione
La quarta stagione è stata acclamata dalla critica. Su Rotten Tomatoes ha un indice di gradimento del 100% con un voto medio di 8,0 su 10, basato su 30 recensioni, mentre su Metacritic ha un voto di 85 su 100, basato su 10 recensioni.

### Quinta stagione
La quinta stagione è stata accolta positivamente dalla critica. Su Rotten Tomatoes ha un indice di gradimento del 100% con un voto medio di 7,12 su 10, basato su 7 recensioni, mentre su Metacritic ha un voto di 73 su 100, basato su 5 recensioni.

### Sesta stagione
La sesta stagione è stata accolta positivamente dalla critica. Su Rotten Tomatoes ha un indice di gradimento del 94% con un voto medio di 7 su 10, basato su 18 recensioni, mentre su Metacritic ha un voto di 78 su 100, basato su 4 recensioni.

## Riconoscimenti
- 2014 - SXSW Audience Award
  - Episodic a Mike Judge
- 2014 - Critics' Choice Television Awards
  - Nomination alla miglior serie commedia
  - Nomination al miglior attore protagonista in una serie commedia a Thomas Middleditch
  - Nomination al miglior attore non protagonista in una serie commedia a Christopher Evan Welch
- 2014 - Premio Emmy
  - Nomination alla miglior serie commedia
  - Nomination alla miglior regia per una serie commedia a Mike Judge
  - Nomination alla miglior sceneggiatura per una serie commedia a Alec Berg
  - Nomination alla miglior direzione artistica per una serie contemporanea con episodi inferiori ai 30 minuti
  - Nomination al miglior design di una sigla a Garson Yu e Mehmet Kizilay
- 2015 - Golden Globe
  - Nomination alla miglior serie commedia o musicale
- 2015 - Writers Guild of America Award
  - Nomination alla miglior serie commedia
  - Nomination come New Series
- 2015 - Satellite Awards
  - Nomination alla miglior serie commedia o musicale
  - Nomination al miglior attore in una serie commedia o musicale a Thomas Middleditch
- 2015 - Directors Guild of America Award
  - Nomination alla miglior regia per una serie commedia a Mike Judge
- 2015 - Critic's Choice Television Award
  - Miglior serie commedia
  - Miglior attore non protagonista in una serie commedia a T. J. Miller
  - (Candidatura) Miglior attore in una serie commedia a Thomas Middleditch
- 2015 - Premio Emmy
  - Miglior montaggio video per una serie commedia single-camera a Brian Merken
  - Miglior scenografia per una serie con episodi inferiori ai 30 minuti a Richard Toyon, L.J. Houdyshell e Jenny Mueller
  - (Candidatura) Miglior serie commedia
  - (Candidatura) Miglior regia per una serie commedia a Mike Judge
  - (Candidatura) Miglior sceneggiatura per una serie commedia a Alec Berg
  - (Candidatura) Miglior missaggio per una serie drammatica o commedia con episodi inferiori ai 30 minuti e d'animazione
- 2016 - Golden Globe
  - (Candidatura) Miglior serie commedia o musicale
- 2016 - 20ª edizione dei Satellite Awards - Satellite Awards
  - Miglior serie commedia o musicale
  - Nomination al miglior attore in una serie commedia o musicale a Thomas Middleditch
- 2016 - Premio Emmy
  - (Candidatura) Miglior serie commedia
  - (Candidatura) Miglior attore protagonista in una serie commedia a Thomas Middleditch
  - (Candidatura) Miglior regia per una serie commedia a Mike Judge
  - (Candidatura) Miglior regia per una serie commedia a Alec Berg
  - (Candidatura) Miglior sceneggiatura per una serie commedia a Dan O'Keefe
  - (Candidatura) Miglior sceneggiatura per una serie commedia a Alec Berg
  - (Candidatura) Miglior missaggio per una serie drammatica o commedia con episodi inferiori ai 30 minuti e d'animazione
  - (Candidatura) Miglior Production Design per una serie di narrativa contemporanea con episodi inferiori ai 30 minuti
  - (Candidatura) Miglior montaggio video per una serie commedia single-camera a Brian Merken
  - (Candidatura) Miglior montaggio video per una serie commedia single-camera a Tim Roche
  - (Candidatura) Miglior casting per una serie commedia a Jeanne McCarthy, Nicole Abellera Hallman e Leslie Woo
- 2017- 21ª edizione dei Satellite Awards - Satellite Awards
  - Miglior serie commedia o musicale
  - Nomination al miglior attore in una serie commedia o musicale a Thomas Middleditch
- 2018 - Premio Emmy
  - (Candidatura) Miglior serie commedia
  - (Candidatura) Miglior regia per una serie commedia a Mike Judge
  - (Candidatura) Miglior sceneggiatura per una serie commedia a Alec Berg
- 2019 - 23ª edizione dei Satellite Awards - Satellite Awards
  - Nomination al miglior attore in una serie commedia o musicale a Thomas Middleditch
- 2020 - 24ª edizione dei Satellite Awards - Satellite Awards
  - Miglior attore in una serie commedia o musicale a Thomas Middleditch

## Curiosità
Christopher Evan Welch, che interpretava il milionario Peter Gregory, è morto nel dicembre 2013 a causa di un cancro ai polmoni, dopo aver finito le sue scene per i primi cinque episodi. Il team di produzione ha deciso di non riassegnare la parte rigirando le scene; alla sua morte Mike Judge ha dichiarato "La genialità dell'interpretazione di Chris è insostituibile, e ci ha ispirato nella scrittura della serie". Ha continuato dicendo "L'intera faccenda è stata straziante. Ma noi siamo incredibilmente grati di aver lavorato con lui nel poco tempo che abbiamo avuto insieme. Il nostro spettacolo e le nostre vite sono state enormemente arricchite dal suo essere stato con noi". Nell'ottavo episodio si trova una dedica commemorativa in suo onore alla fine dei titoli di coda. Il personaggio di Peter Gregory non è stato eliminato fino all'inizio della seconda stagione.
Esiste realmente il sito internet di Pied Piper Archiviato il 10 maggio 2017 in Internet Archive. con Richard Hendricks nel ruolo di Founder & CEO. Il sito è molto dettagliato su quello che nella finzione della sitcom è il core business dell'azienda, infatti risulta presente anche la criptovaluta "PiedPiperCoin", introdotta durante la quinta stagione.